# 宮本雅史
宫本雅史（1957年－），出生於德島縣，日本實業家與投資者，於1986年建立电子游戏公司史克威尔。

## 史克威尔公司
史克威尔公司成立于1986年，当时致力于为日本FC游戏机系统制作游戏。宫本雅史无意加入其父的企业，而是考虑从事女装制造业。在1983年从早稻田大学毕业后，他开始在电友社横滨部门从事电子游戏软件开发。虽然当时的开发通常只由一名程序员进行，但宫本相信，由图形设计师、程序语言、专业剧本作者合作开发游戏将会更高效。他最初的员工为钟点服务的在校大学生。他最早的两名职员坂口博信和田中弘道在史克威尔首个游戏《死亡陷阱》发行后，都退学在史克威尔全职工作。
1992年，他离开公司做其他感兴趣的工作，水野哲夫接任史克威尔社长。在他离开时，他依然持有公司的50%。
在史克威尔与艾尼克斯合并议案的2002年，宫本是史克威尔的主要股东，因而他的同意是合并至关重要的一环。最初，史克威尔以1:0.81的股份比率与艾尼克斯合并，宫本表示反对。在合并时，史克威尔1股对应艾尼克斯0.85份。宫本在2002年夏天购买了500万，或公司9%的股份，仍然持有31.04%的所有权。他现在是史克威尔艾尼克斯的第四大股东。